# Володимир Сергєєв (монета)
«Володи́мир Сергє́єв» — ювілейна монета номіналом 2 гривні, випущена Національним банком України. Присвячена 100-річчю від дня народження Володимира Григоровича Сергєєва — академіка Національної академії наук України, головного конструктора систем управління ракет і космічних апаратів та керівника науково-виробничого об'єднання «Електроприлад» (нині — «Хартрон»), двічі Героя Соціалістичної Праці.
Монету було введено в обіг 11 квітня 2014 року. Вона належить до серії «Видатні особистості України».

## Опис та характеристики монети
| Номінал грн. | Метал      | Маса, грам | Діаметр, мм. | Якість виготовлення       | Гурт     | Тираж, штук |
| ------------ | ---------- | ---------- | ------------ | ------------------------- | -------- | ----------- |
| 2            | нейзильбер | 12,8       | 31,0         | спеціальний анциркулейтед | рифлений | 20 000      |

### Аверс
На аверсі монети розміщено: угорі малий Державний Герб України та напис півколом «НАЦІОНАЛЬНИЙ БАНК УКРАЇНИ», у центрі — стилізовану композицію: на тлі друкованої плати мікромодуля зображено орбітальний комплекс «Мир», праворуч рік карбування монети — 2014, ліворуч — логотип Монетного двору Національного банку України, унизу номінал — 2/ГРИВНІ.

### Реверс
На реверсі монети зображено портрет Володимира Сергєєва, багаторазову космічну систему «Енергія-Буран», ліворуч розміщено напис півколом «ВОЛОДИМИР СЕРГЄЄВ», праворуч роки його життя — «1914/2009».

## Автори

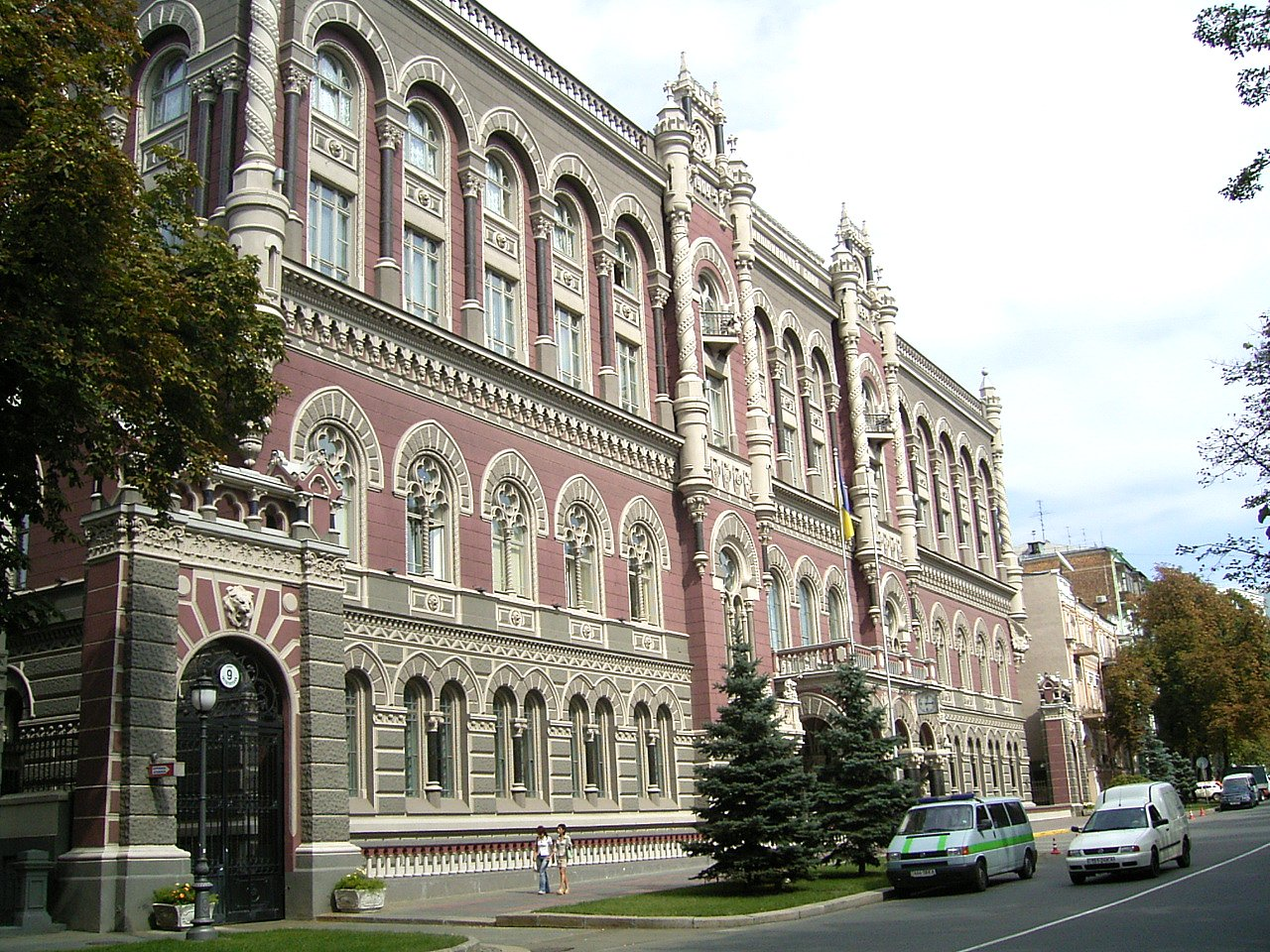
Будівля Національного банку України

- Художник: Таран Володимир, Харук Олександр, Харук Сергій.
- Скульптори: Дем'яненко Анатолій, Іваненко Святослав.

## Вартість монети
Під час введення монети в обіг 2014 року, Національний банк України реалізовував монету через свої філії за ціною 20 гривень.
Фактична приблизна вартість монети, з роками змінювалася так:
| Рік        | 2014 | 2015 | 2016 | 2017 | 2018 | 2019 | 2020 | 2021 | 2022 | 2023 | 2024 | 2025 |
| ---------- | ---- | ---- | ---- | ---- | ---- | ---- | ---- | ---- | ---- | ---- | ---- | ---- |
| Ціна, грн. | 35   | 45   | 60   | 180  | 180  | 170  | 160  | 160  | 160  | 200  | 300  | 310  |